# Meeker (Oklahoma)
Meeker es un pueblo ubicado en el condado de Lincoln en el estado estadounidense de Oklahoma. En el año 2010 tenía una población de 1144 habitantes y una densidad poblacional de 139,51 personas por km².

## Geografía
Meeker se encuentra ubicado en las coordenadas 35°29′50″N 96°53′50″O / 35.49722, -96.89722 (35.497295, -96.897114).

## Demografía
Según la Oficina del Censo en 2000 los ingresos medios por hogar en la localidad eran de $25,313 y los ingresos medios por familia eran $34,659. Los hombres tenían unos ingresos medios de $31,146 frente a los $21,500 para las mujeres. La renta per cápita para la localidad era de $13,344. Alrededor del 19.1% de la población estaban por debajo del umbral de pobreza.